# YCC情報システム
YCC情報システム（ワイシーシーじょうほうシステム）は、山形県山形市に本社を置く山新グループの情報サービス企業である。富士通系情報処理サービス業グループ (FCA) の1社でもある。

## 概要
1966年11月、山形県の情報化を推進し、地域社会の発展に貢献することを目的に、山形新聞と山形放送の出資によって株式会社山形電子計算センターとして設立。1986年11月、富士通との資本提携を機に現社名に改称した。1988年12月通商産業省にシステムインテグレータとして登録。2016年11月には創業50周年を迎えた。
2020年3月、建設業（電気通信工事業）の県の許可を取得した。

## 事業内容
- ソリューションサービス
- システムインテグレーション
- アウトソーシングサービス

## 事業所所在地
- 本社 山形市松波4-5-12
- 東京支社 東京都中央区銀座6-13-16 銀座ウォールビル
- 仙台支社 仙台市青葉区一番町1-1-31 山口ビル
- 庄内支社 
  - 酒田支店 酒田市山居町1-5-21 山新放送庄内会館
  - 鶴岡支店 鶴岡市本町3-7-52 山形新聞・山形放送鶴岡支社
- 寒河江事業所
- 汐留事業所
- 名古屋事業所